# Jozef van Bourbon-Parma

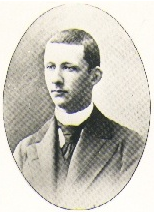
Prins Jozef van Bourbon-Parma

Jozef Maria Peter Paul Frans Robert Thomas-van-Aquino Andrea-Avellino Blasius Maurus Karel Stanislaus Lodewijk Filips-Neri Leo Bernard Anton Ferdinand van Bourbon-Parma (Biarritz, 30 juni 1875 - Lucca, 7 januari 1950) was een prins uit het huis Bourbon-Parma en titulair hertog van Parma.
Hij was het zesde kind en de derde zoon van Robert, de laatste soevereine hertog van Parma en Piacenza en diens eerste vrouw Maria Pia van Bourbon-Sicilië. Beide ouders waren nauw verwant, uit welke omstandigheid vaak verklaard wordt dat van hun twaalf kinderen er drie op jonge leeftijd stierven, terwijl zes van de in leven gebleven kinderen zwakzinnig werden genoemd. Jozef was een van hen.
Overigens was hij ook een halfbroer van Xavier, de vader van Carlos Hugo van Bourbon-Parma, echtgenoot van de Nederlandse prinses Irene van Lippe-Biesterfeld, alsook een halfbroer van de laatste keizerin-gemalin van Oostenrijk-Hongarije, Zita.
Na het overlijden van zijn broer Hendrik  - in 1939 - werd Jozef, als de oudste nog levende zoon van hertog Robert, vanaf die tijd beschouwd als het hoofd van het huis Bourbon-Parma en tevens titulair-hertog (hoewel het hertogdom Parma-Piacenza al lang had opgehouden te bestaan). Door zijn ernstige verstandelijke beperkingen evenwel, trad zijn jongere broer Elias als feitelijk regent op.
Prins Jozef stierf, ongetrouwd, in 1950 waarna zijn broer Elias het feitelijke hoofd van de familie werd. 